# Kostel svatého Jiljí (Bohuňov)
Kostel svatého Jiljí v Bohuňově je římskokatolický kostel zasvěcený sv. Jiljí. Je farním kostelem farnosti Bohuňov.

## Historie

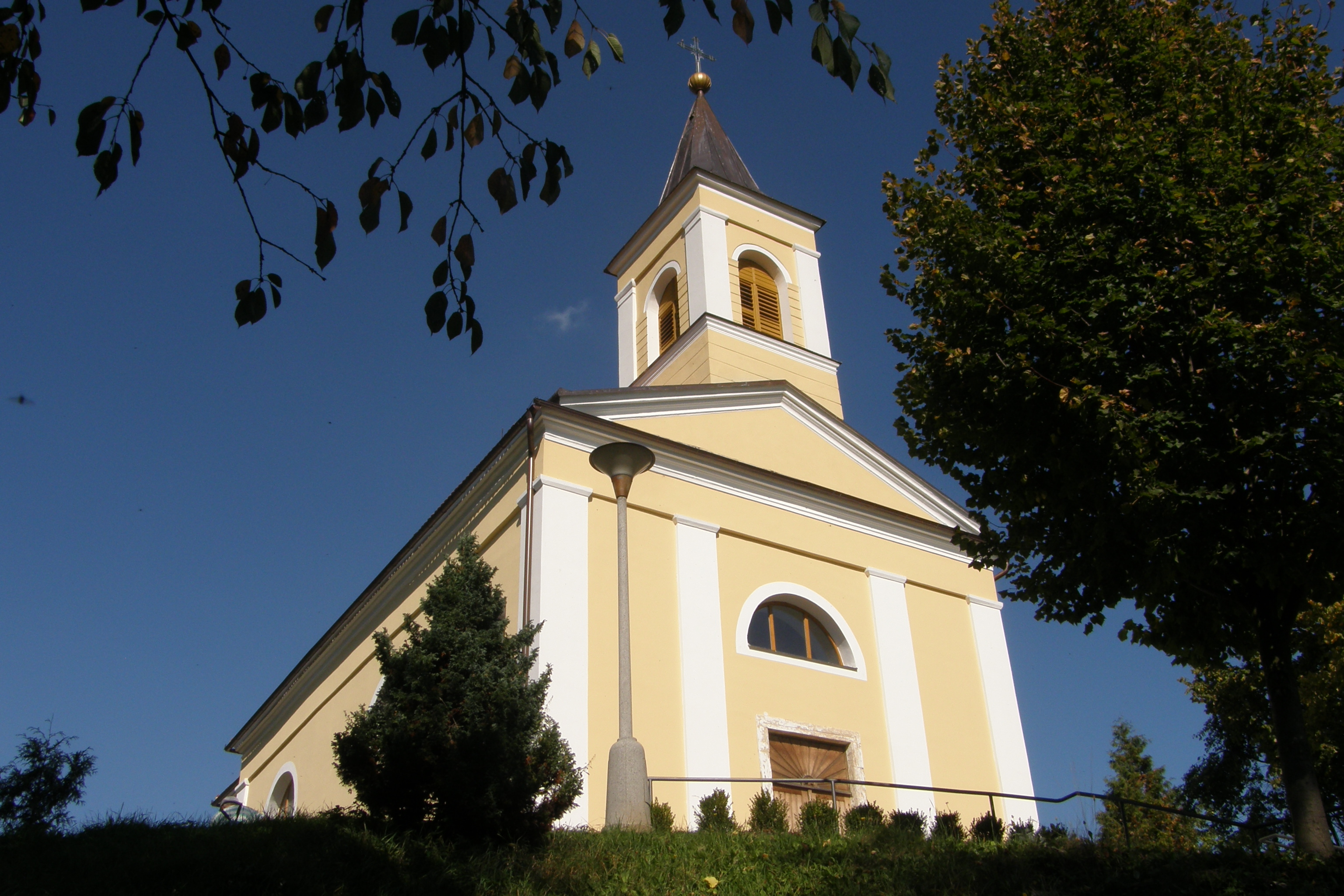
Pohled na kostel

Původní kamenný kostel zde dle pramenů stál již ve 14. století. Měl mít dva zvony. Později kostel zanikl a byl nahrazen kaplí. V polovině 17. století se v Bohuňově nacházel filiální kostelík. Současný chrám byl zbudován mezi lety 1820–1821 v empírovém stylu.

## Interiér
V kněžišti se nachází hlavní oltář, pravděpodobně z 19. století, který je obrácen k severu. Jeho součástí je oltářní obraz sv. Jiljí a dvě sochy světců. Za oltářem jest sakristie. Boční oltáře z roku 1889 byly spolu z kazatelnou na konci 20. století z kostela odstraněny. Na kůru jsou umístěny varhany, které prošly roku 2015 nákladnou obnovou.

## Exteriér
Do chrámu vede schodiště, ale dostat se do něj lze i bezbariérově. Před vchodem do chrámu stojí kamenný kříž a socha Panny Marie. Původní kříž, který pocházel z roku 1790, byl nahrazen novým a socha byla též obnovena.